# Субботин, Игорь
Игорь Субботин (эст. Igor Subbotin; 26 июня 1990, Таллин) — эстонский футболист, крайний полузащитник клуба «Нымме Калью» и национальной сборной Эстонии.

## Биография

### Клубная карьера
Воспитанник футбольного клуба «Левадия». С 2007 года выступал за второй состав команды в Эсилиге, в 2009 году дебютировал за основной состав в высшем дивизионе. Со своим клубом по три раза выигрывал чемпионат и Кубок Эстонии. В 2014 году стал вторым бомбардиром чемпионата с 32 голами, уступив Евгению Кабаеву (36), в том числе сделал один хет-трик и три «покера». Был признан лучшим футболистом чемпионата Эстонии 2014 года по интернет-опросу болельщиков.
В январе 2015 года перешёл в чешский «Млада Болеслав». Сыграл только один официальный матч за клуб — 21 февраля 2015 года против «Градец Кралове», в котором провёл на поле пять минут. Летом того же года вернулся в «Левадию», где играл до конца года. Весной 2016 года играл за польский «Медзь» (Легница) в первой лиге, выходил на поле в 11 матчах, но ни один из них не отыграл полностью, голов не забивал.
С июля 2016 года выступает в Эстонии за «Нымме Калью».

### Карьера в сборной
Выступал за юношескую, молодёжную и олимпийскую сборные Эстонии.
В национальной сборной Эстонии дебютировал 31 мая 2014 года в матче против Финляндии. Последний на данный момент матч сыграл 6 января 2016 года против Швеции. Всего принял участие в пяти матчах, голов не забивал.

## Достижения
- Чемпион Эстонии (4): 2009, 2013, 2014, 2018
- Серебряный призёр чемпионата Эстонии (3): 2010, 2012, 2015
- Бронзовый призёр чемпионата Эстонии (3): 2016, 2017, 2019
- Обладатель Кубка Эстонии (3): 2010, 2012, 2014
- Обладатель Суперкубка Эстонии: 2010, 2013, 2019